# Truskolas (przystanek kolejowy)
Truskolas – nieczynny przystanek kolejowy w Truskolasie, w powiecie gryfickim, w województwie zachodniopomorskim, w Polsce.